# Izlake
Izláke so urbaniziran kraj in krajevna skupnost v Občini Zagorje ob Savi. Ležijo v dolini potokov Orehovica ter Medija in so cestno križišče za smeri Trojane, Moravče, Čemšenik in Zagorje ob Savi. 

## Krajevna skupnost
Poleg Izlak so druga naselja v krajevni skupnosti Orehovica, Podlipovica z zaselki Gradišče, Podkraj, Prvine in Steblevica, Šemnik z zaselki Krače, Paveljk, Javorščica, del Zabreznika in Zgornji Prhovec. Skupaj z okoliškimi naselji merijo Izlake 11 km² in imajo okrog 1800 prebivalcev. Sedež krajevne skupnosti se nahaja v Domu društvenih dejavnosti, trenutni predsednik je Sašo Vučko.
Krajevna skupnost izlake letno izda glasilo Izlaške novice.

### Krajevni praznik
V spomin na zažig petnajst nedolžnih žrtev, ki ga je okupatorska vojska izvedla v Orehovici, v noči iz 17. na 18. maj 1944, na ta dan pri spomeniku v Orehovici poteka komemorativna slovesnost, ob spremstvu drugih kulturnih, športnih ter ostalih prireditev.

## Zgodovina
Fevdalni viri navajajo prve naseljence na območju Izlak konec srednjega veka, prvi pa jih je, natančneje Medijski grad (Galleneck), opisal Janez Vajkard Valvasor v Slavi vojvodine Kranjske. Sam je na gradu, ki je bil last rodbine Valvasorjevih, preživel otroštvo. Grad so med drugo svetovno vojno, jeseni 1944, razstrelili partizani, da bi preprečili vselitev Nemcev. Leta 1990 je bila obnovljena grajska kapela. V njej se nahaja grobnica družine Valvasor, med drugimi naj bi bili v njej shranjeni tudi posmrtnimi ostanki Janeza Vajkarda Valvasorja. Grad je bil domnevno s podzemnim rovom povezan z Valvasorjevim vrelcem, ki se dandanes nahaja v kompleksu Medijske toplice.

## Kultura
Kulturno dogajanje v kraju je večinoma v domeni lokalnih društev. Gledališke igre v glavnem lokalnih kot tudi gostujočih amaterskih gledaliških skupin se uprizarjajo v gledališki in kino dvorani. Kino program je, kot tudi v drugih manjših kinematografih po Sloveniji s pojavom multipleksov zamrl, trenutno obsega zgolj eno predstavo tedensko. V poletnem času se nekatere predstave izvajajo v letnem gledališču v parku ob ruševinah Medijskega gradu, med drugimi tradicionalna uprizoritev prihoda barona Valvasorja na grad. Grajska kapelica poleti gosti tudi mednarodni festival komorne glasbe Valvasorjevi večeri.
Likovne razstave tako amaterskih kot tudi akademskih umetnikov so občasno na ogled v Domu društvenih dejavnosti ter pred zaprtjem v Hotelu Medijske toplice. Najpomembnejši dogodek s področja likovne umetnosti je tradicionalna mednarodna Slikarska kolonija Izlake - Zagorje, ki poteka vsako leto od leta 1964 in je tako najstarejša slikarska kolonija v Sloveniji.

## Gospodarstvo
ETI Elektroelement d.d. Z okoli 1600 zaposlenimi in 12 hčerinskimi podjetji po Evropi je koncern ETI najpomembnejši reprezentant lokalnega gospodarstva in eden vodilnih svetovnih proizvajalcev naprav za distribucijo in krmiljenje električne energije. Je hkrati največje podjetje v občini Zagorje ob Savi.

### Turizem
Izvir termalne vode je v Slavi vojvodine Kranjske opisal že Janez Vajkard Valvasor, resni začetki prvega okrevališča na Izlakah pa segajo v leto 1877, ko ga je kupil in uredil stavbenik in graditelj železnic Alojz Prašnikar. Vrelec, kjer izvira akrotermalna voda, s temperaturo 24 do 27 °C je danes del hotela Medijske toplice in je urejen za obiskovalce. Služi potrebam hotela in kopališčnega kompleksa. Toplice so doživele večji razcvet po 2. svetovni vojni, z večjo prenovo konec 80. let, ko se je tedanje gostišče s prenočišči prenovilo ter pridobilo naziv hotela. Leta 1993 je bilo popolnoma prenovljeno zunanje termalno kopališče z glavno atrakcijo, tedaj najdaljšim toboganom v Sloveniji, kar je poleg bližine Ljubljane botrovalo veliki priljubljenosti zdravilišča v 90. letih. Po menjavi lastnika je v novem stoletju začelo zdravilišče skupaj z infrastrukturo počasi propadati, k zmanjšanju števila obiskovalcev so prispevala tudi nova kopališča v osrednji Sloveniji (Terme Snovik). Propadanje in zaprtje hotela je v lokalni javnosti izzvalo ogorčenje. Kot je razvidno iz intervjuja z Matjažem Švaganom, objavljenega v Izlaških novicah, ponovno odprtje ali prenova s strani trenutnega lastnika nista načrtovana.
Izlake so zaradi svoje lege v središču občine sicer priljubljena izhodiščna točka za izletnike in planince. Med pomembnejše vrhove sodita Čemšeniška planina in Zasavska sveta gora, med krajani pa je najbolj priljubljen nekoliko nižji Kalanov hrib, pa tudi Slovnik (Slovak) ter nekateri drugi vrhovi. Za obiskovalce zanimivi so tudi okoliški gradovi Medija, Gamberk ter Grad Kolovrat. Slednji je edini v celoti ohranjen in je v zasebni lasti. Manjši okoliški smučišči, Vidrga ter Prvine, pozimi obiskujejo predvsem lokalni smučarji.

## Javne ustanove
- Osnovna šola Ivana Kavčiča
- Dom starejših občanov Polde Eberl-Jamski

## Seznam ulic
- Gladež
- Izlake
- Loke
- Medijske toplice
- Narof
- Obrezija
- Spodnje Izlake
- Spodnji Prhovec
- Valvazorjeva
- Zgornje Izlake
- Zgornji Prhovec

## Dogodki
- Valvasorjevi večeri
- Izlake open
- Slikarska kolonija Izlake-Zagorje

## Društva
- LOKE Studio Arhivirano 2009-01-01 na Wayback Machine.
- Avto moto društvo Izlake
- Gasilsko društvo Izlake
- Pon Do Kwan Izlake
- Športno društvo Izlake
- Kulturno društvo Svoboda Elektroelement Izlake
- Turistično društvo Izlake

## Osebnosti
- Sandi Češko, politolog in poslovnež
- dr. Janez Drnovšek, bivši premier ter predsednik Republike Slovenije
- Alojz Prašnikar, industrialec in gradbenik
- Janez Vajkard Valvasor, plemič in polihistor
- Klemen Švelc, nogometaš

## Povezave
- Izlake.si - uradna spletna stran
- spletna stran Hotela Medijske toplice Arhivirano 2007-08-20 na Wayback Machine.